# تائیس ۱۲۳۶
سیارک ۱۲۳۶ (به انگلیسی: 1236 Thais، نامگذاری:1931VX) هزار و دویست و سی و ششمین سیارک کشف شده‌است که در ۶ نوامبر ۱۹۳۱ و در رصدخانه سایمیز کشف شد.
قدر مطلق سیارک برابر ۱۱٫۹۳ است.